# Montvicq
 Montvicq  là một xã ở tỉnh Allier thuộc miền trung nước Pháp.